# بدر بلال (لاعب كرة قدم إماراتي)
بدر بلال النوبي (مواليد 2 يوليو 1996) لاعب كرة قدم إماراتي يجيد اللعب في الجناح يلعب حالياً في نادي حتا.
لعب في نادي الشعب ونادي العروبة ونادي مسافي ونادي دبا الفجيرة ونادي البطائح ونادي دبا الحصن ونادي يونايتد ونادي حتا.

## روابط خارجية
بدر بلال على موقع Soccerway.com (الإنجليزية)